# 富豪花園

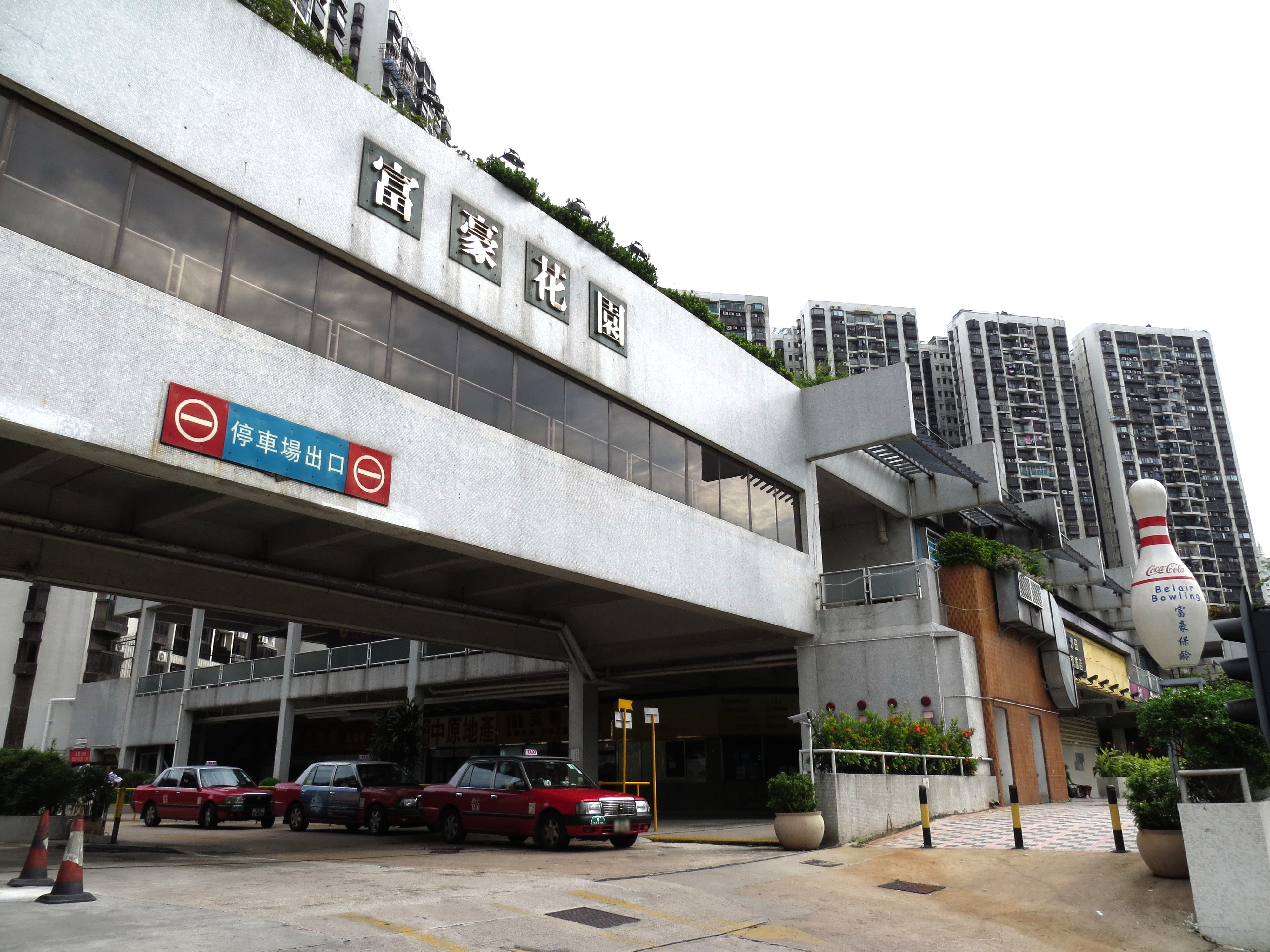
富豪花園入口

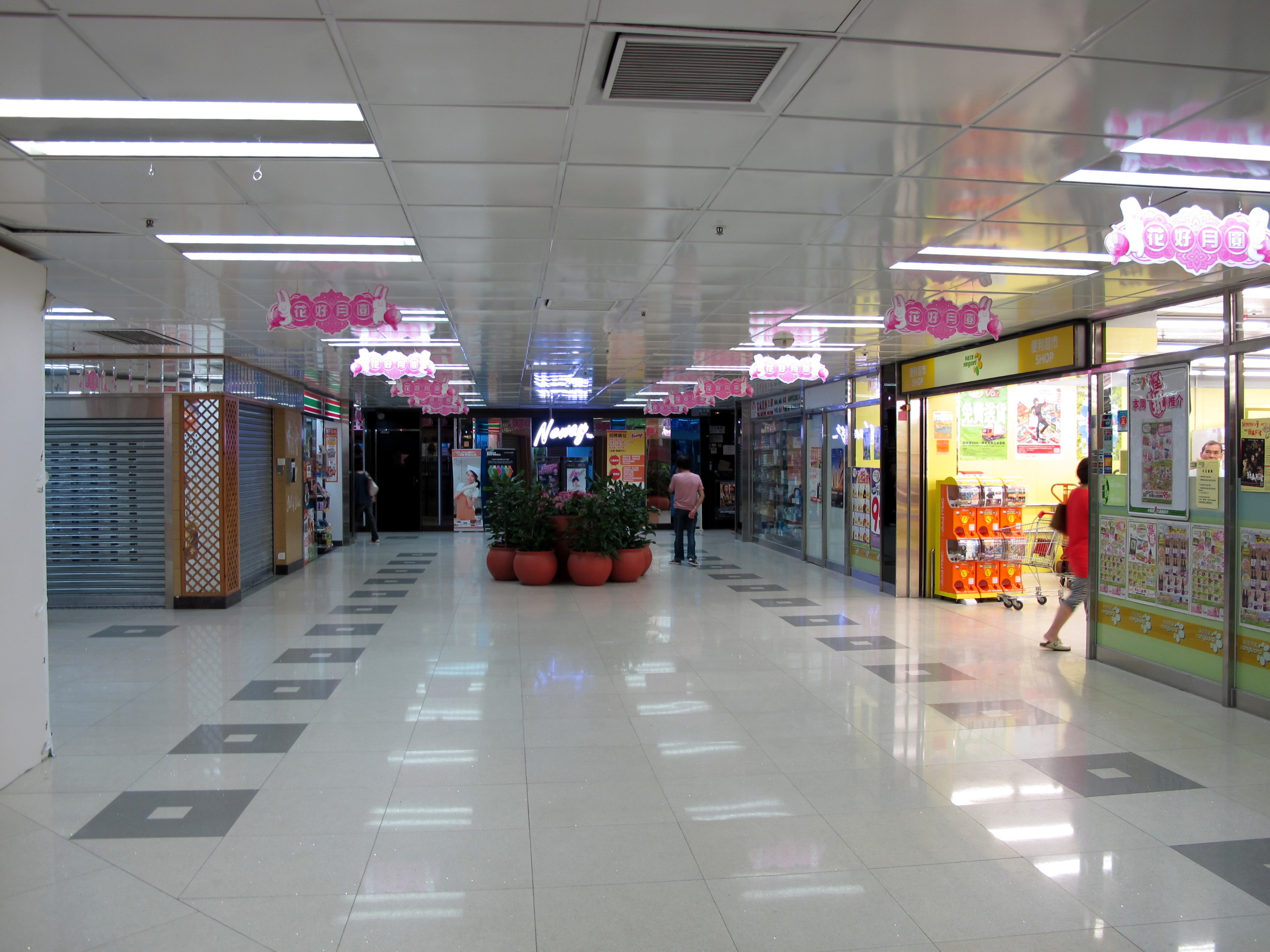
富豪花園商場

富豪花園（英語：Belair Gardens）是香港新界沙田的一個大型私人屋苑，位於大涌橋路52號 ，共有14座樓高25至28層的住宅樓宇，合共提供1944個住宅單位。屋苑分兩期發展，分別於1982年及1987年落成。屋苑附設商場、停車場、花園、游泳池、網球場等設施。

## 歷史
富豪花園地皮於1976年5月由華懋集團以6,650萬元投得，並由華懋一併負責用地填海及住宅建築工程。
由於填海承建商未能如期完成工程而被撤換，期間又發生貪污案，導致屋苑在1982年只能建成其中八座。及後，因拒絕繳付350萬元延期完工罰款，政府曾於1984年2月收回未建成的另外六座，但其後華懋態度軟化，向政府繳清款項而取回業權。直至1987年，第二期樓宇才竣工入伙。

## 樓宇資料
富豪花園各座的中文及英文名稱均與同一發展商的青龍頭豪景花園的5-18座的座名及原19座的座名是相同的（15座除外）。

### 第一期
富豪花園第一期於1982年1月建成，並於同年開始入伙。第一期發展共有8座，合共提供880個單位。
| 樓宇名稱                        | 層數 | 每層伙數 | 單位數量 |
| ------------------------------- | ---- | -------- | -------- |
| A座（愛都閣 Admiralty Heights） | 28   | 4        | 112      |
| B座（碧華閣 Beverley Heights）  | 28   | 4        | 112      |
| C座（嘉美閣 Carmel Heights）    | 28   | 4        | 112      |
| D座（明麗閣 Dominion Heights）  | 28   | 4        | 112      |
| E座（雅士閣 Estoril Heights）   | 27   | 4        | 108      |
| F座（富儷閣 Fontana Heights）   | 27   | 4        | 108      |
| G座（嘉蘭閣 Grenville Heights） | 27   | 4        | 108      |
| H座（豪華閣 Hoover Heights）    | 27   | 4        | 108      |

### 第二期
富豪花園第二期延至1987年5月才建成，並於同年開始入伙。第二期發展共有6座，合共提供1064個單位。
| 樓宇名稱                        | 層數 | 每層伙數 | 單位數量 |
| ------------------------------- | ---- | -------- | -------- |
| I座（帝皇閣 Imperial Heights）  | 27   | 8        | 216      |
| J座（翡翠閣 Jade Heights）      | 27   | 8        | 216      |
| K座（景峯閣 Kingston Heights）  | 25   | 4        | 100      |
| L座（林景閣 Lincoln Heights）   | 25   | 4        | 100      |
| M座（文禧閣 Manhattan Heights） | 27   | 8        | 216      |
| N座（儷人閣 Nelly Heights）     | 27   | 8        | 216      |

## 商場
富豪花園商場樓面面積約118,000平方呎。。
商場分為兩部分，一期商場樓高2層。地下為沙田Neway卡拉OK、新光宴會廳、遵理學校和U購Select超級市場。1樓全層為富豪保齡球場。
而二期商場樓高2層，地面曾經為寰宇科網機地，之後改為幼兒園，1樓本來為富豪花園遊樂會，不過已經在2011年停業，在2019年10月改為佔地25000呎的香港攀爬樂園，設10米高牆攀爬。

## 公共空間
屋苑內的游泳池和網球場均可對外開放，業權由華懋旗下公司富豪花園遊樂會持有。

## 外部連結
- 中原地產：富豪花園 （页面存档备份，存于）
- 美聯地產：富豪花園 （页面存档备份，存于）

22°23′06″N 114°11′58″E / 22.3851°N 114.1995°E